# Metakse
Metakse ou Metakse Poghosian (arménien : Մետաքսե (Մետաքսե Պողոսյան, 23 décembre 1926 - 10 août 2014 à Erevan) était une poétesse, écrivaine, traductrice et activiste arménienne. Elle a été membre du Conseil consultatif de l'union des écrivains d'Arménie.

## Biographie
Née en Artik, Metakse est l'auteure de nombreux livres populaires, parmi lesquels des recueils de poèmes (Youth, Female Heart et A Conversation with the World). En 2006, elle publie The Woman of the Fate, une anthologie de ses œuvres choisies. Ses poèmes ont été traduits en anglais, français, japonais, bulgare, serbe, espagnol et d'autres langues par Bella Akhmadulina, Desanka Maksimović, Diana Der Hovanessian et bien d'autres.
Après le tremblement de terre de 1988 en Arménie , elle devient la vice-présidente du fonds de bienfaisance « Motherhood », aidant les membres de sexe féminin de l'Armée arménienne au cours de la guerre du Haut-Karabagh. Par la suite, elle rédige un mémoire intitulé How I Saw Artsakh.
Metakse était proche des célèbres poètes arméniens Hovhannès Chiraz et Parouir Sévak. Artem Sarkissian la considère comme « l'une des figures les plus importantes de la poésie arménienne moderne ».[réf. nécessaire]
Elle est la mère de Lilit, un poète arménien populaire.
Metakse est décédée le 10 août 2014 à Erevan à l'âge de 88 ans.